# 키드론 계곡

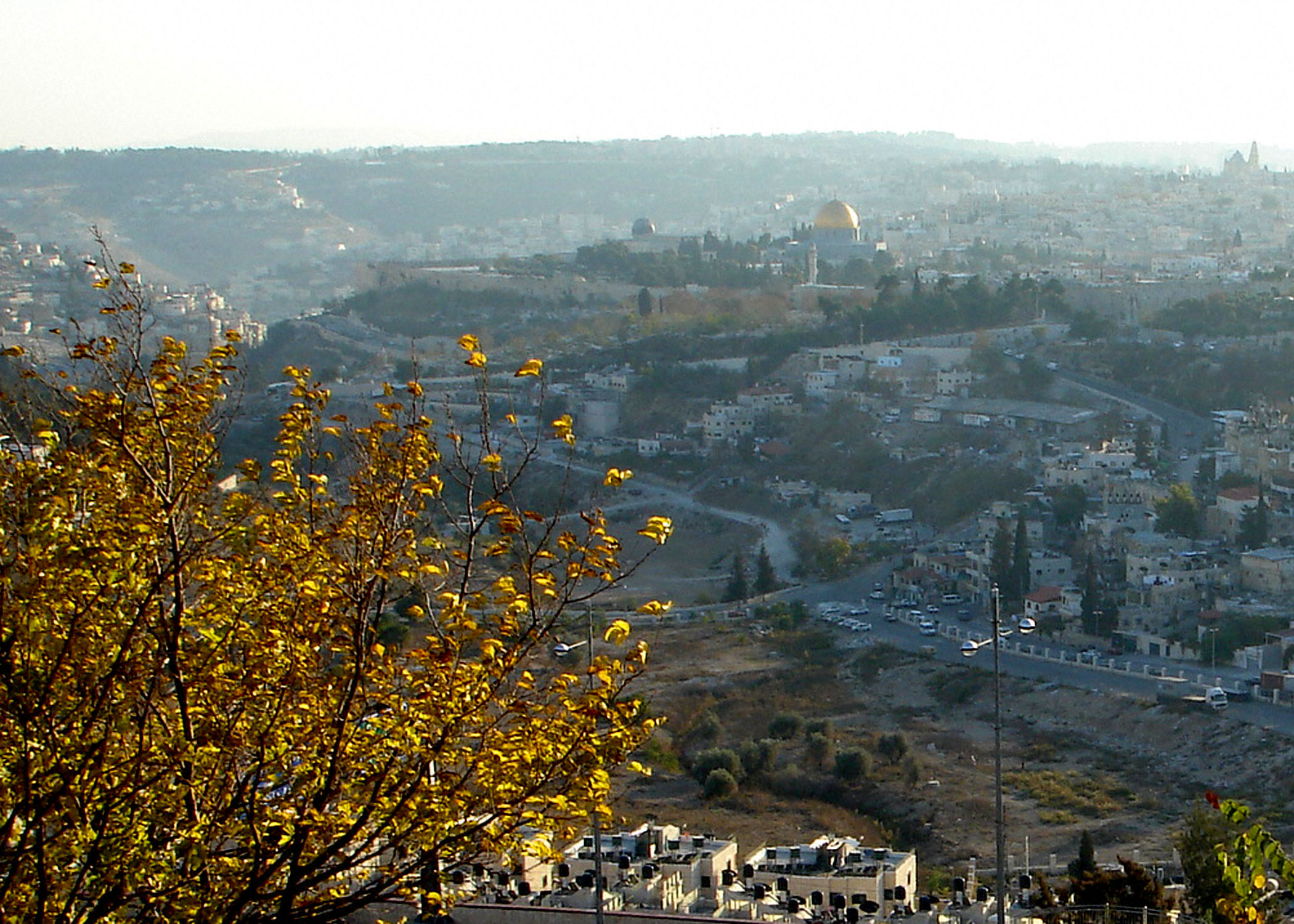
키드론 계곡의 맞은편에서 보는 예루살렘의 구도시.

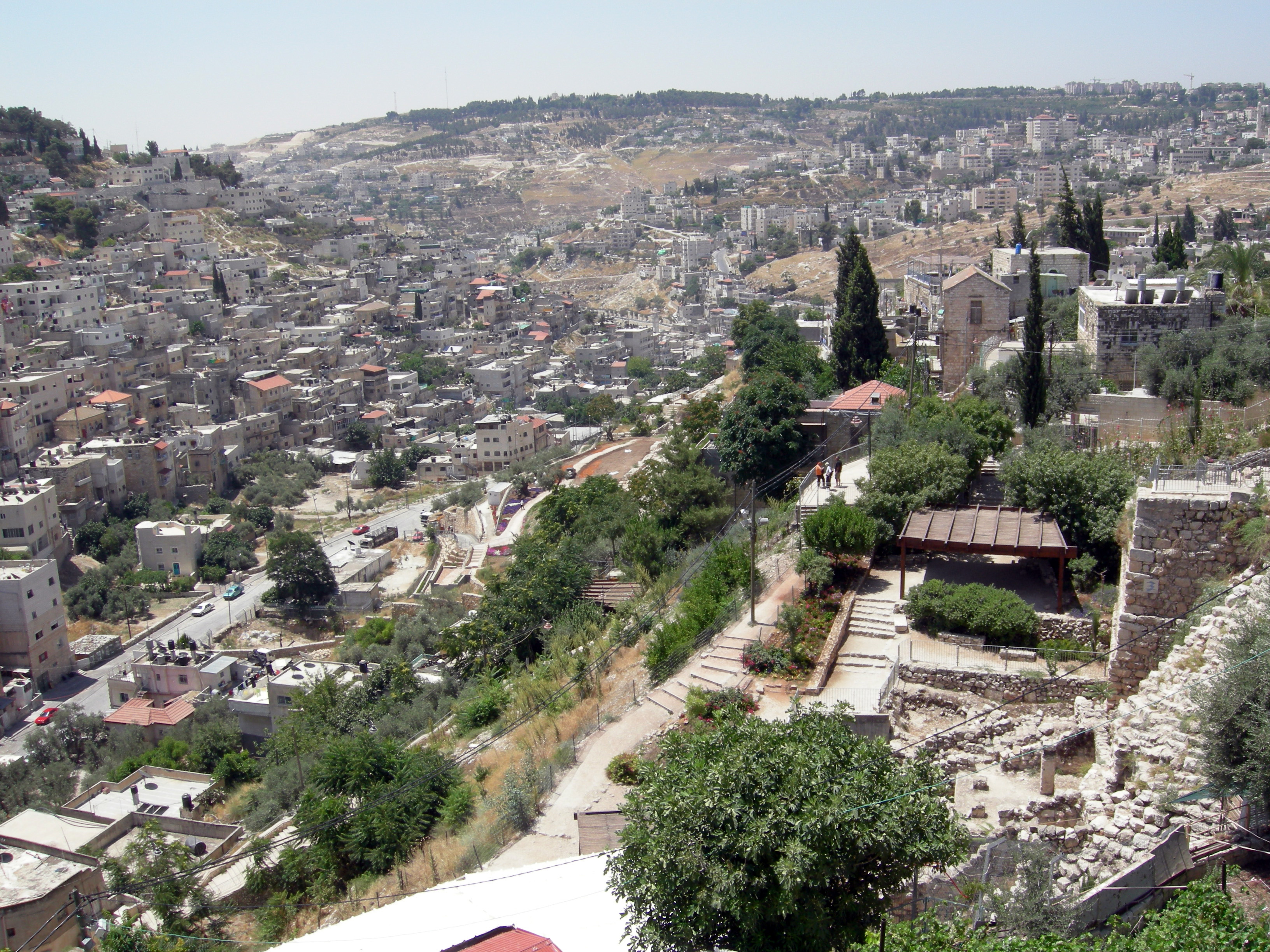
예루살렘의 구도시에서 보는 키드론 계곡.

키드론 계곡(히브리어: נחל קדרון, 나할 키드론의 고전 음역 케드론, 아랍어: وادي الجوز, 와디 알-요즈)는 성경에서 상당히 특징을 이루는 예루살렘의 구 시가지의 동측에 있는 계곡이다. 겨울 우기에 가끔의 돌발홍수 때에 이 지역 곳곳에는 일시하천이 흐른다.
키드론 계곡은 예루살렘의 구 시가지의 성전 산과 올리브 산을 나누는 남쪽 성벽을 따라 지난다. 그 다음, 이 계곡은 약 32.187 킬로미터의 길이 가운데 동쪽으로 유대 사막을 통해 사해로 이어지며 약 1.220 킬로미터를 더 내려간다. 정착촌 케다르가 이 계곡의 한 등성이에 위치하며, 그 이후에 이름이 붙었다. 이웃 마을인 와디 알-요즈는 이 계곡의 아랍어 이름이다.
한 때, 기혼 샘의 물이 이 계록으로 흘렀지만, 예루살렘에 물을 공급하기위한 히스기야 지하 수로에 의해 비켜가게 되었다.

## 종말론에서의 키드론 계곡
성경에서의 "요사파트의 계곡 - 에메크 요사파트"(히브리어: עמק יהושפט)는 "하나님의 심판이 내릴 계곡"이라는 의미이다. 그러함은 유대교 종말론의 예언에서 나타나는데, 엘리야가 돌아오면, 메시아의 재림이 뒤따르며, 또한 곡과 마곡의 전쟁이 발발하고 최후의 심판이 내릴 것이라고 한다. 그 예언에 따르면, 곡과 마곡의 전쟁에서 이스라엘에 있는 유대 국가에 대항하여 주요한 두 비유대인 국가들의 결탁이 이루어질 것라고 한다. 이스라엘은 전멸하고 정복당할 것이며, 그 비유대인들에게 정복될 마지막 요새는 예루살렘이 될 것이라고 한다. 결국 그 비유대인들이 성공하여 이스라엘을 파괴하면, 하느님의 심판이 시작될 것이라고 한다. 하느님은 예루살렘 이스라엘의 파괴에 착수한 그 비유대인들에 대항하여 이스라엘을 구제하고 "질병, 푹우, 화재, 우박"과 싸울 것이며, 이스라엘의 땅을 그들의 시신으로 채워, 유대인들에게 그 시신들을 7 개월에 걸쳐 묻게 할 것이라고 한다. 그 예언에서, 그분은 그 비유대인들을 에메크-요사파트(키드론 계곡)으로 끌어내린 다음에, 그분은 태초 이래로 이스라엘에 대항해 온 잘못된 그 모든 비유대인들을 심판할 것이며, 오직 이스라엘을 도운 비유대인들만이 살아남을 것이라고 한다.
그러함은 주목할만 하지만, 키드론 계곡은 요사파트 계곡의 위치라는 전통적인 견해에 모든 학자들이 동의하는 것은 아니다. 성경의 주석자 아담 클라크는 심판의 계곡은 상징적인 곳이라는 견해를 유지한다. 키드론 계곡은 4세기까지 요사파트의 계곡과 관련되지 않았다.

## 무덤들
이 계곡은 기독교과 무슬림이 모두 공경하는 가장 주목할만한 복된 동정 마리아의 무덤이 있는 것으로도 알려져 있다. 게다가, 압살롬 기념비, 브네이 헤지르의 무덤과 즈가리야의 무덤을 포함하는 유대인의 무덤들이 있는 것으로도 잘 알려져 있다. 이 계곡에는 야고보 무덤과 요사파트의 무덤을 포함하는 많은 기독교 성지들 뿐만이 아닌 무슬림의 무덤들도 있다.

## 성서상의 다른 의미
타나크에 따르면, 압살롬의 반란 때에, 다윗이 이 계곡으로 도피했다고 한다. 신약성경에 의하면, 예수가 예루살렘과 베다니 사이를 여행하며 이 계곡을 여러 번 지났다고 한다.

## 현재
팔레스타인 동예루살렘의 인근에 있는 이 계곡을 일부 재건 할 것과 왕의 정원이라는 공원으로 만들 것에 대한 논쟁상의 제안이 있다.

## 사진들
- Greater Kidron Valley area, south-east of Jerusalem 보관됨 2020-06-18 - 웨이백 머신
- Northern end of Kidron Valley (Silwan and Gethsemane) 보관됨 2020-06-18 - 웨이백 머신

## 참조
1. ↑  http://www.godrules.net/library/clarke/clarkejoe3.htm
2. ↑  http://www.studylight.org/enc/isb/view.cgi?number=T5301
3. ↑   Gan Hamelech residents wary of Barkat’s redevelopment plan, Abe Selig, Feb. 16, 2010, Jerusalem Post.